# General Dryptud
General Dryptud og "kamelen" Johanna optrådte i børne-tv på den daværende kanal TV Danmark.
Bag General Dryptud var Arne Siemsen.